# غنباط
غُنْبَاط أو مَرْح (الاسم العلمي: Rhinobatos)جنس أسماك بحرية ولودة من فصيلة الغنباطيات.

## معرض صور

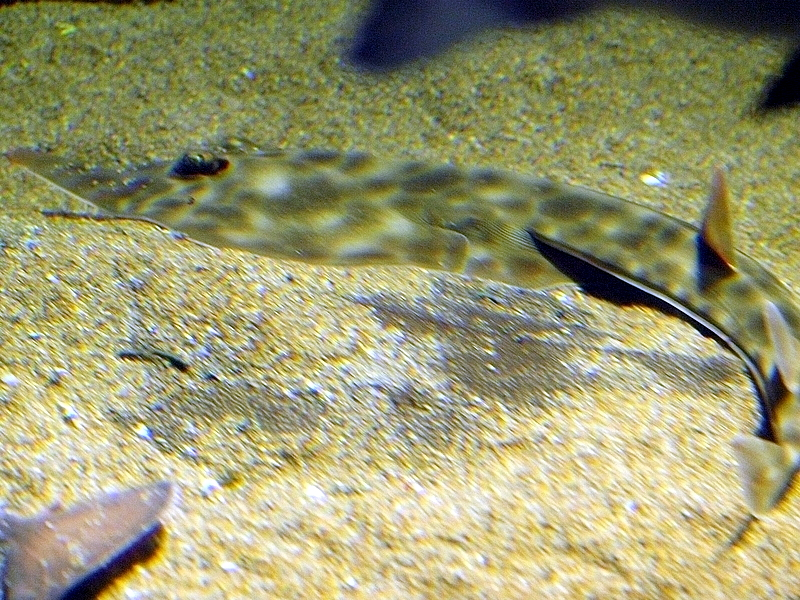
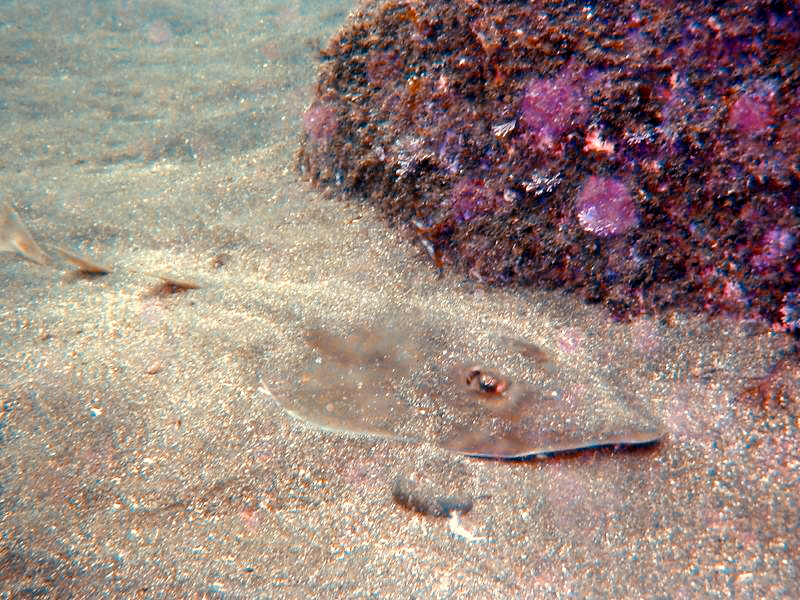
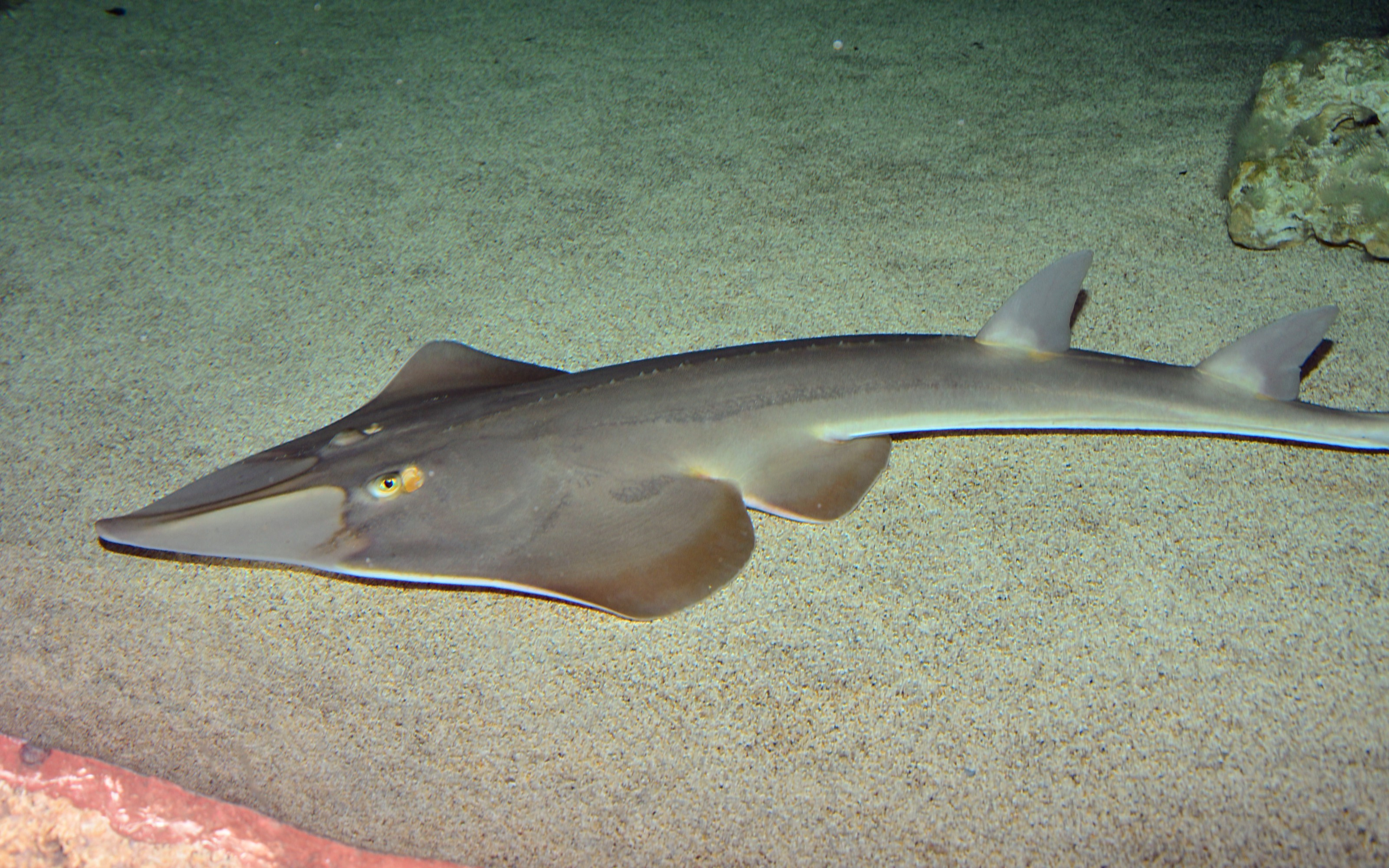